# Qasr Al-Kharanah
Qasr Kharana (arabsko: قصر خرّانة), včasih Qasr al-Harrana, Qasr al-Kharanah, Kharaneh ali Hraneh, je eden najbolj znanih puščavskih gradov, ki stojijo v današnji vzhodni Jordaniji, približno 60 kilometrov vzhodno od Amana in relativno blizu meje s Saudovo Arabijo. Zdi se, da je bil zgrajen nekje pred zgodnjim 8. stoletjem našega štetja, na osnovi grafita v enem od zgornjih prostorov, kljub vidnim sasanidskim vplivom. Na tem mestu je morda že obstajala grška ali bizantinska hiša. Je eden najzgodnejših primerov islamske arhitekture v regiji.
Njegov namen ostaja nejasen še danes. "Grad" je pravzaprav napačna uporaba izraza, saj notranja ureditev stavbe ne predlaga vojaške uporabe in rež v zidu ne bi mogli oblikovati za puščice. Lahko bi bil karavanseraj ali počivališče za trgovce, toda primanjkuje vodni vir, ki bi ga takšne stavbe imele v bližini in jih ni na nobenih večjih trgovskih poteh.
Ne glede na prvotno uporabo ostaja zelo dobro ohranjen. Ker stoji tik ob glavni cesti in je blizu Amana, je postal eden najbolj obiskanih puščavskih gradov. Arheolog Stephen Urice je svojo doktorsko disertacijo, kasneje objavljeno kot knjigo, napisal na temo Qasr Kharana, ki temelji na njegovem delu obnove stavbe v poznih 1970-ih.

## Zgradba
Grad je južno od ceste št. 40, pomembne puščavske ceste, ki povezuje Aman z Azraqom, mejo Saudove Arabije in oddaljenimi območji vzhodne Jordanije in Iraka. Stoji na rahlo dvignjenem zemljišču le 15 metrov nad okoliško puščavo. Edine druge zgradbe na območju so daljnovodi.
Območje je ograjeno, s centrom za obiskovalce na jugovzhodnem vogalu, kjer je glavni vhod v območje gradu. Neasfaltirana cesta vodi z glavne ceste do slabega parkirišča, ki je dovolj veliko za avtomobile in več avtobusov.
Arhitekturni slog in dekoracija stavbe kažeta na vpliv sirske, partske in sasanidske tradicije. Nekateri znanstveniki trdijo, da je bila struktura zgrajena med sasanidsko okupacijo območja v 620-ih.
Sama stavba je kvadrat s stranico 35 metrov, z majhnimi štrlečimi vogalnimi stolpi in štrlečim zaokroženim vhodom na južni strani. Izdelana je iz grobih apnenčastih blokov, postavljenih v malto na osnovi blata. Dekorativne proge ploščatih kamnov potekajo med njimi.
Na notranji strani stavbe je 60 sob na dveh nivojih, razporejenih okoli osrednjega dvorišča, z bazenom za deževnico v sredini. Mnoge sobe imajo majhne reže za svetlobo in prezračevanje. Nekatere sobe so okrašene s pilastri, medaljoni in slepimi nišami, zaključenimi v ometu. Grafit v enem od zgornjih prostorov je omogočil datiranje stavbe na okoli leto 710.

## Estetika
Qasr Kharana združuje različne regionalne tradicije z vplivom takrat nove religije islama, da bi ustvaril nov slog. Sirske gradbene tradicije so vplivale na oblikovanje gradu z uporabljenimi tehnikami gradnje Sasanidov.
Postavitev sledi sirijskim hišam, na katere so vplivali bizantinski in rimski običaji. Več sob je razporejenih okoli salona, hiša in drugo stanovanje pa je razporejeno okoli osrednjega dvorišča. Tako kot sasanidske zgradbe je tudi grajski strukturni sistem sestavljen iz prečnega loka, ki podpira banjaste oboke.
Na tem mestu je bilo potrebno nekoliko spremeniti te tehnike gradnje. Loki niso povezani z nosilno steno, temveč so nameščeni na nosilnih rokah. Skupna teža konstrukcije drži te elemente skupaj. Uporabljeni so bili nekateri novejši gradbeni materiali, kot so lesene preklade, ki so omogočili prožnost stavbe in odpornost proti potresom.
Islamski koncepti javnega in zasebnega so bili zadovoljni z ozkimi režami, ki omogočajo pogled navzven (in noter), večja okna so na notranji strani, severna terasa pa ločuje oba apartmaja. Prostor na južni strani je bil namenjen za obredne molitve.
Stenske reže niso mogli uporabiti kot strelnice, saj so napačne višine in oblike. Namesto tega so služile za nadzor prahu in svetlobe in izkoriščale razlike v zračnem tlaku za hlajenje prostorov z venturijevim efektom.

## Zgodovina
Grad je v zgodnjem obdobju Omajadov zgradil omajadski kalif Valid I., katerega prevlada v regiji se je takrat stopnjevala. Qasr Kharana je pomemben primer zgodnje islamske umetnosti in arhitekture.
Učenjaki nakazujejo, da bi lahko Qasr Kharana služil različnim obrambnim, kmetijskim in / ali komercialnim programom, podobnim drugim omajadskim palačam v večji Sirije. Zaradi omejene oskrbe z vodo je verjetno, da je Qasr Kharana imel le začasno uporabo. O delovanju gradu obstajajo različne teorije: morda je bil trdnjava, mesto srečanja beduinov (med seboj ali z guvernerjem Omajadov) ali uporabljen kot karavenseraj. Slednje je malo verjetno, saj ni bil neposredno na glavni trgovski poti v tem obdobju in nima vira podzemne vode, ki bi bila potrebna za vzdrževanje velikih čred kamel.
V kasnejših stoletjih je bil grad zapuščen in zanemarjen. Utrpel je škodo zaradi večjih potresov. Alois Musil ga je ponovno odkril leta 1901, v poznih 1970-ih pa so ga obnovili. Med obnovo so bile izvedene nekatere spremembe. Vrata na vzhodni steni so bila zaprta, uporabljeno je bilo nekaj cementa in ometa, ki ni bil v skladu z obstoječim materialom. Stephen Urice je napisal doktorsko disertacijo o gradu, ki je bila leta 1987 po obnovi objavljena kot knjiga, Qasr Kharana v Transjordaniji.

## Qasr Kharana danes
Grad je danes v pristojnosti jordanskega ministrstva za starine. Ministrstvo za turizem kraljestva nadzira dostop do mesta prek novega središča za obiskovalce in zaračunava vstopnino. Beduinskim trgovcem je dovoljeno tudi prodajati rokodelke proizvode in pijačo na parkirišču, kot na mnogih drugih jordanskih turističnih mestih.
V notranjosti je v glavnem vhodu velika razlaga v arabščini in angleščini. Obiskovalci si lahko ogledajo celotno zgradbo, čeprav nekateri hodniki s pogledom na dvorišče v drugem nadstropju nimajo zaščitnih ograj in tisti, ki hodijo tja, morajo biti previdni.